# Truncatoflabellum multispinosum
Espèce
Statut CITES
Truncatoflabellum multispinosum est une espèce de coraux appartenant à la famille des Flabellidae.